# ویلیام مونرو
ویلیام مونرو (انگلیسی: William Munro؛ 1818 – ۲۹ ژانویهٔ ۱۸۸۰ (۶۲ سال)) افسر و گیاه‌شناس اهل پادشاهی متحد بریتانیای کبیر و ایرلند بود.